# Сір (титул)

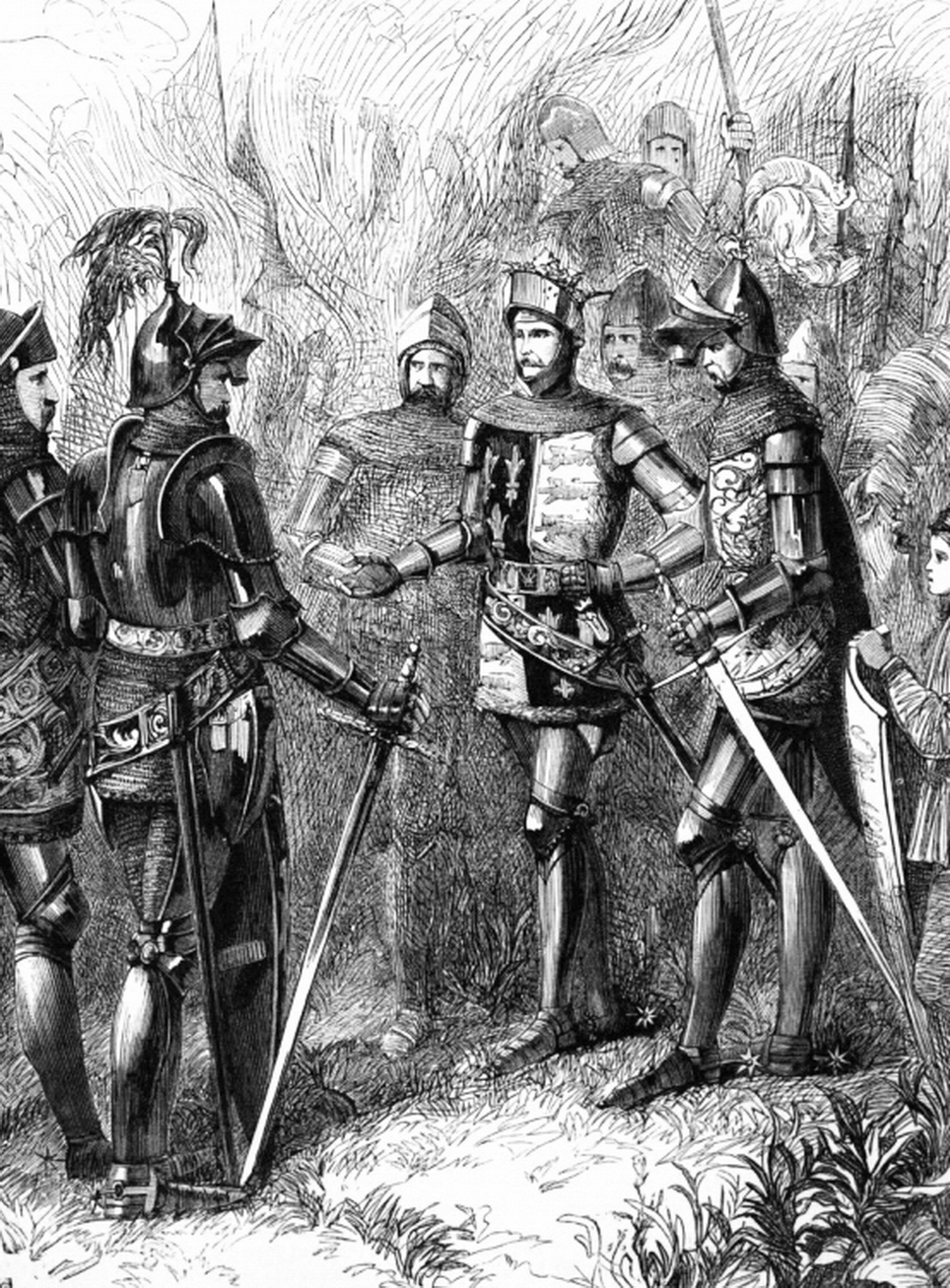
Король Англії Генріх V

Сір (Sire) — титул або форма звертання до короля у Великій Британії та Бельгії.
Відповідає давньоукраїнським титулам Господар, Володар або Пан.
Англійське слово «sire», а також французьке «(mon)sieur» («месір») мають етимологічне походження від латинського «senior», що означає: «пан», «господар».
До ХХ ст. вживалося як форма звертання до королів Англії, Франції, Італії, Німеччини, Швеції та Іспанії. Зараз збереглось у Великій Британії та Бельгії.
Історично звертання «сір» мало більш широке використання. Протягом доби Середньовіччя «сір» зазвичай використовувалося при зверненні підлеглих до свого сеньйора; або до шляхетної особи, що мала вище становище, титул або ранг у феодальній ієрархії.
Жіночій еквівалент цієї форми звернення — дама або мадам (dame або (ma)dam).